# Everon Pisas
Everon Romario Elvis Pisas (* 13. října 1994, Willemstad, Curaçao) je nizozemský fotbalový útočník, který v současné době hraje v klubu FC Dordrecht.

## Klubová kariéra
Od šesti let hrál za ZVV Pelikaan. Ve dvanácti odešel do FC Dordrecht.
2. srpna 2013 debutoval v dresu FC Dordrecht v Eerste Divisie proti týmu MVV Maastricht, se kterým vyválčil na konci sezony 2013/14 postup do Eredivisie ze druhého místa tabulky.